# لويد بريان مولاندر آدامز
لويد بريان مولاندر آدامز (بالإنجليزية: Lloyd Bryan Molander Adams)‏ هو مخرج أمريكي، ولد في 17 مايو 1961 في سان خوسيه في الولايات المتحدة.

## وصلات خارجية
- لويد بريان مولاندر آدامز على موقع IMDb (الإنجليزية)
- لويد بريان مولاندر آدامز على موقع قاعدة بيانات الفيلم (الإنجليزية)
- لويد بريان مولاندر آدامز على موقع كينوبويسك (الروسية)